# 130
130. је била проста година.

## Догађаји
- У Риму је усвојен закон који забрањује погубљење робова без суђења.
- У Атини је завршен храм Зевса Олимпијског.
- Цар Хадријан посећује градове Петру и Герасу (Џераш).
- У Гераси је изграђена Тријумфална капија за Хадријана.
- Почиње изградња Цанопуса, Хадријанове виле, Тиволи.

## Рођења
- 15. децембар — Луције Вер, римски цар (у. 169)
- Авидије Касије, римски генерал и узурпатор (у. 175)
- Фаустина Млађа, римска царица

## Смрти
- Карпократ, религијски филозоф
- Деције Јуније Јувенал, римски песник и сатиричар
- Јувенције Целз, римски правник (р. 67)
- Света мученица Ариадна је ранохришћанска светитељка и мученица.